# Premi Platino d'Honor
El Premi Platino d’honor és un dels premis al mèrit atorgats per Entitat de Gestió de Drets dels Productors Audiovisuals i Federació Iberoamericana de Productors Cinematogràfics i Audiovisuals. La categoria va ser presentada per primera vegada en la 
I edició dels Premis Platino el 2014.
Aquest premi és atorgat directament pel Comitè Executiu dels Premis, previ assessorament dels experts que consideri convenient, a una persona física o jurídica de qualsevol nacionalitat, reconeixent la seva trajectòria vinculada a l'àmbit de l'audiovisual, les arts, la cultura i el periodisme a Iberoamèrica, o pel seu treball, iniciativa i valors socials en favor de la consecució dels objectius de desenvolupament sostenible de les Nacions Unides.

## Guanyadors

### 2010s
| Any  | Receptor   | Receptor           | Professió                            | Nacionalitat | Ref.  |
| ---- | ---------- | ------------------ | ------------------------------------ | ------------ | ----- |
| 2014 | Braga !    | Sônia Braga        | Actriu                               | Brasil       | [ 2 ] |
| 2015 | Banderas ! | Antonio Banderas   | Actor, director, cantant i productor | Espanya      | [ 3 ] |
| 2016 | Darín !    | Ricardo Darín      | Actor, guionista i director          | Argentina    | [ 4 ] |
| 2017 | Olmos !    | Edward James Olmos | Actor i director                     | Estats Units | [ 5 ] |
| 2018 | Barraza !  | Adriana Barraza    | Actriu i directora                   | Mèxic        | [ 6 ] |
| 2019 | Raphael !  | Raphael            | Cantant i actor                      | Espanya      | [ 7 ] |

### 2020s
| Any  | Receptor   | Receptor       | Professió        | Nacionalitat | Ref.  |
| ---- | ---------- | -------------- | ---------------- | ------------ | ----- |
| 2020 | Braga !    | José Sacristán | Actor i director | Espanya      |       |
| 2021 | Banderas ! | Diego Luna     | Actor            | Mèxic        | [ 8 ] |
| 2021 | Darín !    | Carmen Maura   | Actriu           | Espanya      | [ 9 ] |